# تقطير عشبي

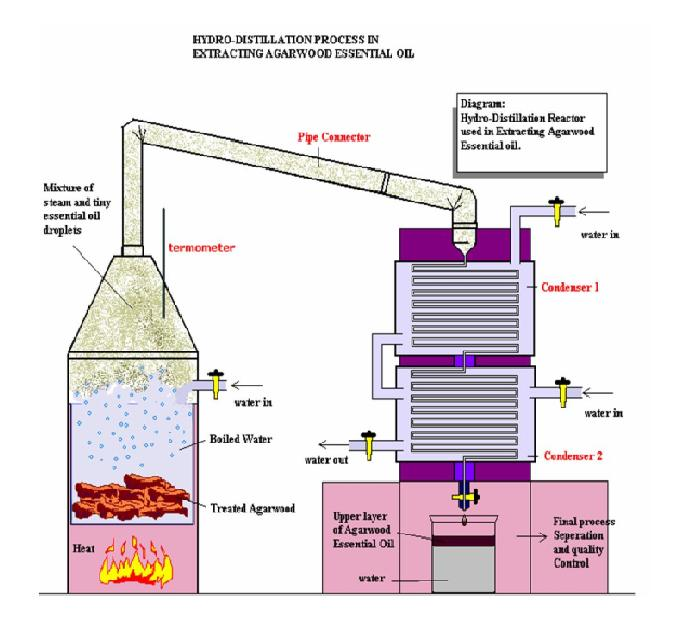
عملية التقطير المائي في استخلاص زيت العود العطري.

المقطرات العشبية (بالإنجليزية: Herbal distillate)‏ -والمعروفة أيضًا باسم مياه الأزهار أو الحلالات المائية أو الهيدرولات أو مياه الأعشاب أو المياه الأساسية- هي المنتجات المائية للتقطير المائي، حيث أنها معلقات غروانية للزيوت الأساسية بالإضافة إلى مكونات قابلة للذوبان في الماء يُحصل عليها عن طريق التقطير بالبخار أو التقطير المائي (نوع من أنواع التقطير بالبخار) من النباتات/الأعشاب، هذه المقطرات العشبية تُستخدم كنكهات ومستحضرات تجميل العناية بالبشرة، وتشمل المقطرات العشبية الشائعة للعناية بالبشرة ماء الورد وماء زهر البرتقال والبندق الساحر، كما يُعتبر كل من: إكليل الجبل والمردقوش والزعتر من الحلالات المائية الشائعة جدًا لإنتاج الغذاء.

## الإنتاج
يتم إنتاج المقطرات العشبية بنفس الطريقة أو بطريقة مماثلة لطريقة الزيوت الأساسية، وبالرغم من ذلك تطفو الزيوت الاساسية على قمة نواتج التقطير حيث تتم إزالتها تاركة وراءها ناتج التقطير المائي، لهذا السبب فإن مصطلح المياه الأساسية هو وصف مناسب. في الماضي كانت هذه المياه الأساسية تُعتبر غالبًا منتجًا ثانويًا للتقطير، ولكنها تعتبر الآن منتجًا مساعدا مهمًا. [بحاجة لمصدر] المياه العشبية المنتجة عبارة عن زيوت عطرية مخففة بشكل أساسي بتركيز أقل من 1% (عادة 0.01% إلى 0.04٪). تؤثر عدة عوامل مثل درجة الحرارة ودورة نمو العشب على خصائص ناتج التقطير، وبالتالي تؤثر على توقيت التقطير. إكليل الجبل على سبيل المثال يجب أن يُقطر في ذروة الصيف قبل أن يزهر.

## الاستعمال
يجد صانعو مستحضرات التجميل وأدوات النظافة استخدامات عديدة للمقطرات العشبية، حيث تستخدم نواتج التقطير أيضًا كنكهات ومعالجات، كما استُخدمت المقطرات العشبية تاريخيًا كعامل موضعي لمستحضرات التجميل وفي الاستخدام الطبي. ونظرًا لأن المقطرات العشبية أقل تركيزًا من الزيوت الأساسية فهي أكثر ملاءمة لبعض المواقف كاستخدام الأشخاص الذين يعانون من الحساسية مثل كبار السن أو الأطفال الصغار.
أصبح الشاي الأبيض والورد وقطرات بندق الساحرة منتجات رائجة في العناية بالبشرة، وهناك العديد من الدراسات حول فوائد هذه الممارسات، حيث تظهر بعض الدراسات أن الاستخدام الموضعي للمقطرات العشبية قد ثبت أنه يحمي الخلايا الليفية من التلف الناجم عن بيروكسيد الهيدروجين، ويحدث هذا بسبب محتوى البوليفينول العالى والأنشطة العالية في المقايسات المضادة للأكسدة، بالإضافة إلى ذلك هناك العديد من الاستخدامات الطبية للمقطرات العشبية بناءً على تراكيز المعادن فيها، حيث عُثِر في ماء الورد ومقطِّر زهر البرتقال على نسبة عالية من الكالسيوم. يفترض الباحثون أن هذه المقطرات يمكن استخدامها كمصدر للكالسيوم لأولئك الذين لا يستطيعون هضم الكالسيوم الحيواني، يحتوي زهر البرتقال وماء الورد أيضًا على مستويات من السيلينيوم الذي تقلل الجرعة اليومية الموصى بها منه معدلات الإصابة بالسرطان. ثَبُت أيضًا أن كل من ماء الورد ومستقطر الزعرور ومستقطر النعناع ومستقطر الصفصاف الذي تشبه زهوره ذيل القط يحتوي على مستويات عالية من الزنك. وثَبُت أن الزنك يعمل على منع الأمراض الجلدية وتهيج المعدة.
أُجريت العديد من الدراسات لإثبات النشاط المضاد للبكتيريا في المقطرات العشبية، وقد ثبت أن الحلالات المائية لليانسون والكمون والمردقوش وندغ البساتين والزعتر الأسود تقلل من نمو البكتيريا في الحضانة، وعلى وجه الخصوص المردقوش وحلالات ندغ البساتين المائية حيث أنها فعالة ضد ما لا يقل عن 15 سلالة مختلفة من البكتيريا، ونظرًا لأن هذا النشاط المضاد للبكتيريا يحدث بشكل طبيعي فيمكن استخدامه لمنع تدهور الغذاء خاصة في الزراعة العضوية، كما أنه أكثر أمانًا للمستهلكين والمتعاملين مع هذه المنتجات.
يعتمد علم التقطير على حقيقة أن المواد المختلفة تتبخر عند درجات حرارة مختلفة على عكس تقنيات الاستخراج الأخرى القائمة على قابلية ذوبان المركب في الماء أو الزيت، فالتقطير سيفصل المكونات بغض النظر عن قابليتها للذوبان، وسيحتوي المقطر على المركبات التي تتبخر عند درجة حرارة التقطير أو أقل منها. لم يتم بعد تحديد المكونات الكيميائية الفعلية لمقطرات الأعشاب البرتقالية بشكل كامل، ولكن المقطرات النباتية تحتوي عادة على مركبات الزيوت الأساسية وكذلك الأحماض العضوية ومكونات النباتات الأخرى القابلة للذوبان في الماء. ستبقى المركبات ذات نقطة التبخر الأعلى في الخلف وستتضمن العديد من أصباغ النباتات القابلة للذوبان في الماء والفلافونيد.
نظرًا لأن الحلالات المائية يتم إنتاجها في درجات حرارة عالية وهي حمضية إلى حد ما، فإنها تميل إلى تثبيط نمو البكتيريا ولكن ليس نمو الفطريات، حيث أنها ليست معقمة، ويجب حفظها في الثلاجة للحفاظ على نضارتها. تتحلل نواتج التقطير العشبية بمرور الوقت وتتحلل بشكل أسرع من الزيوت الأساسية التي تكون أكثر ثباتًا وتتحلل بشكل أبطأ. يجب أن يكون صغار منتجي الحلالات المائية على دراية خاصة بخطر التلوث الجرثومي وأن يتخذوا خطوات لمنعه. وعلى الرغم من المخاوف من احتمال وجود كميات كبيرة من المعادن الثقيلة في المستقطرات العشبية الشعبية إلا أن هذا لم يحدث.

## كتب
- فيرث، جريس. أسرار الساكنة. Epm Pubns Inc ؛ الطبعة الأولى (يونيو 1983)
- برايس، لين وبرايس، شيرلي. فهم Hydrolats: Hydrosols محددة للعلاج العطري: دليل للمهنيين الصحيين. تشرشل ليفينجستون 2004
- روز، جين. 375 زيوت عطرية ومياه مائية. Frog، Ltd، Berkeley، CA، 1999. (ردمك 1-883319-89-7) رقم ISBN   1-883319-89-7
- روز، جين. الهيدروسول والمياه العطرية. معهد الدراسات العطرية والعشبية 2007.